# Anzor Erkomaishvili
Anzor Erkomaishvili (georgisch ანზორ ერქომაიშვილი, Transkription Ansor Erkomaischwili; * 10. August 1940 in Batumi; † 31. März 2021 in Tiflis) war ein georgischer Sänger, Komponist und Musikwissenschaftler. Er war ab 1968 als langjähriger musikalischer Leiter des georgischen Volkschores Rustavi Ensemble tätig und bekannt für seine Bemühungen, das Erbe des georgischen Volksgesangs zu bewahren.

## Leben und Werk
Anzor Erkomaishvili wurde 1940 in Batumi in der damaligen Sowjetrepublik Georgien in eine Familie mit langjähriger musikalischer Tradition hineingeboren. Sein Großvater war der georgische Volkssänger Artem Erkomaishvili. 1969 schloss er sein Studium am Staatlichen Konservatorium Tiflis ab.
Bereits als Student begann er, das polyphone georgische Volksliedrepertoire, insbesondere aus der Provinz Gurien, zu sammeln und zu transkribieren. 1968 gründete er den georgischen Volkschor Rustavi Ensemble. Seine Bemühungen, das Erbe des georgischen Volksgesangs zu bewahren, führten zu zahlreichen internationalen Tourneen und Tonträgereinspielungen mit diesem Rustavi Ensemble. Er veröffentlichte mehrere Werke über georgische Volksmusik. 2019 gab er eine bedeutende zweibändige Dokumentation zur Geschichte, Kultur und Ethnographie Georgiens heraus. Neben dem Rustavi Ensemble gründete Erkomaishvili in den 1970er Jahren auch das Martve Volkslied Ensemble, das der Vernachlässigung der nationalen Gesangstradition Georgiens entgegenwirkte.
Für seine langjährige Arbeit bei der Erforschung, Zusammenstellung und Sicherung des georgischen Volksgesangs wurde Erkomaishvili unter anderem mit dem Presidential Order of Excellence (2020), den staatlichen Preisen Ivane Javakhishvili und Shota Rustaveli sowie der Ehrenbürgerschaft von Tiflis und anderer georgischer Städte ausgezeichnet.
Anzor Erkomaishvili starb am 31. März 2021 nach 14-tägigem Krankenhausaufenthalt an einer COVID-19-Erkrankung in Tiflis.

## Schriften
- Georgia: History, Culture and Ethnography. Nova Science Publishers, New York 2018, ISBN 978-1-5361-0166-9 (englisch).
- Georgia. The Land of Unique People and Songs. Nova Science Publishers, New York 2021, ISBN 978-1-5361-8843-1 (englisch).